# Pays de Bray – Cuestas Nord et Sud
Pays de Bray – Cuestas Nord et Sud este o arie protejată (sit de importanță comunitară — SCI) din Franța întinsă pe o suprafață de 1.195 ha, integral pe uscat.

## Localizare
Centrul sitului Pays de Bray – Cuestas Nord et Sud este situat la coordonatele 49°30′31″N 1°24′43″E / 49.50861°N 1.41194°E.

## Înființare
Situl Pays de Bray – Cuestas Nord et Sud a fost declarat arie specială de conservare în baza directivei 92/43 din 1992 referitoare la conservarea habitatelor naturale și a faunei și florei sălbatice pentru a proteja 3 specii de animale.

## Biodiversitate
Situată în ecoregiunea atlantică, aria protejată conține 4 habitate naturale: Pajiști uscate seminaturale și facies de acoperire cu tufișuri pe substraturi calcaroase (Festuco-Brometalia) (* situri importante pentru orhidee), Formațiuni de Juniperus communis pe lande sau pajiști calcaroase, Păduri de fag Asperulo-Fagetum, Păduri pe pante, grohotișuri și ravene de Tilio-Acerion.
La baza desemnării sitului se află mai multe specii protejate de  nevertebrate (3): fluturele auriu (Euphydryas aurinia), Euplagia quadripunctaria, rădașcă (Lucanus cervus).
Pe lângă speciile protejate, pe teritoriul sitului au mai fost identificate 19 specii de plante, 7 specii de păsări, 1 specie de reptile.